# Bakkendrup Sogn
Bakkendrup Sogn ist eine ehemalige Kirchspielsgemeinde (dän.: Sogn) auf der dänischen Insel Seeland.
Bis 1970 gehörte sie zur Harde Løve Herred im damaligen Holbæk Amt, danach zur Gørlev Kommune im Vestsjællands Amt, die wiederum im Zuge der Kommunalreform zum 1. Januar 2007 in der erweiterten Kalundborg Kommune in der Region Sjælland aufgegangen ist.

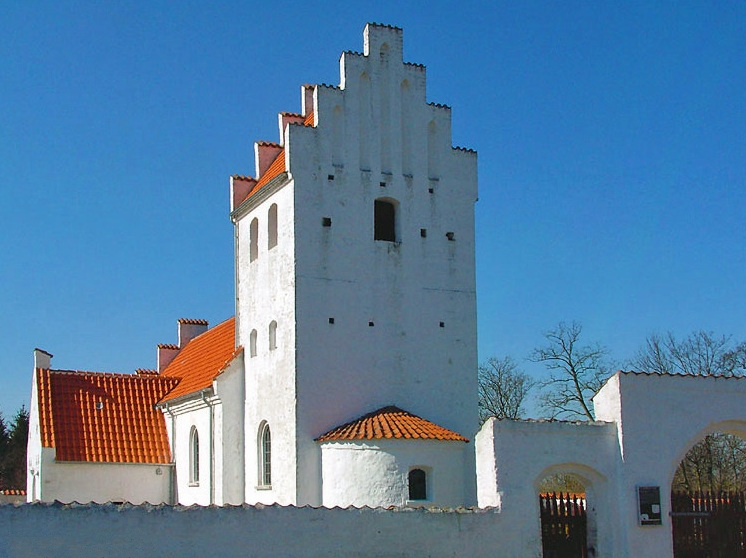
Bakkendrup kirke

Bakkendrup Sogn und Gørlev Sogn wurden am 1. Dezember 2024 zum Gørlev-Bakkendrup Sogn vereinigt.
Am 1. Oktober 2024 lebten 196 Einwohner im Kirchspiel, die „Bakkendrup Kirke“ liegt auf dem Gebiet der Gemeinde.
Nachbargemeinden sind im Norden Store Fuglede Sogn, im Nordosten der kleinere Teil des Sæby Sogn, im Osten Hallenslev Sogn, sowie im Süden und Westen Gørlev Sogn.